# Пневматическая ванна

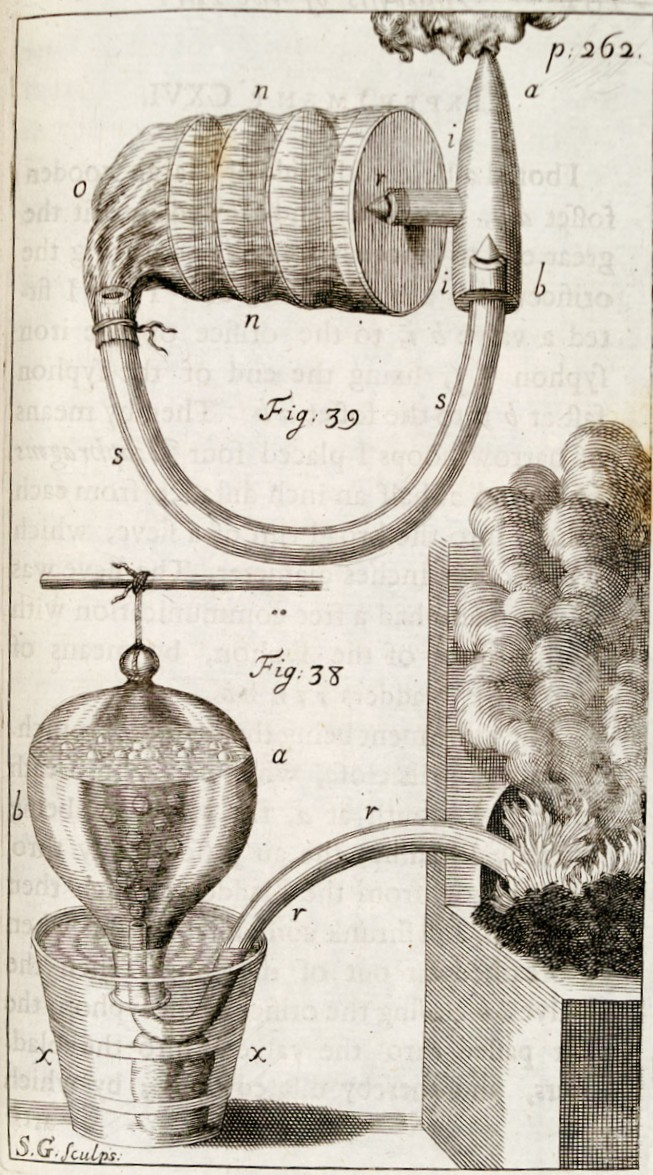
Приборы Стивена Гейлса для сбора воздуха и пневматическая ванна (1727)

Пневматическая ванна — простейший химический прибор для сбора газов, таких как водород, кислород и азот. Изобретена в середине XVIII века, в настоящее время используется преимущественно в учебных целях.

## История
Интенсивное изучение различных веществ, начатое в конце XVII века европейскими учёными, почти не затронуло воздух и газы, выделяющиеся в ходе химических реакций. Одной из причин подобного невнимания было отсутствие в их распоряжении удобных методов получения, собирания и исследования свойств различных «воздухов». Для сбора газов использовались примитивные приспособления наподобие бычьих или рыбьих пузырей. После широкого внедрения в практику воздушного насоса Роберта Бойля после 1660 года отсутствие удобного приспособление для этого стало очевидным.

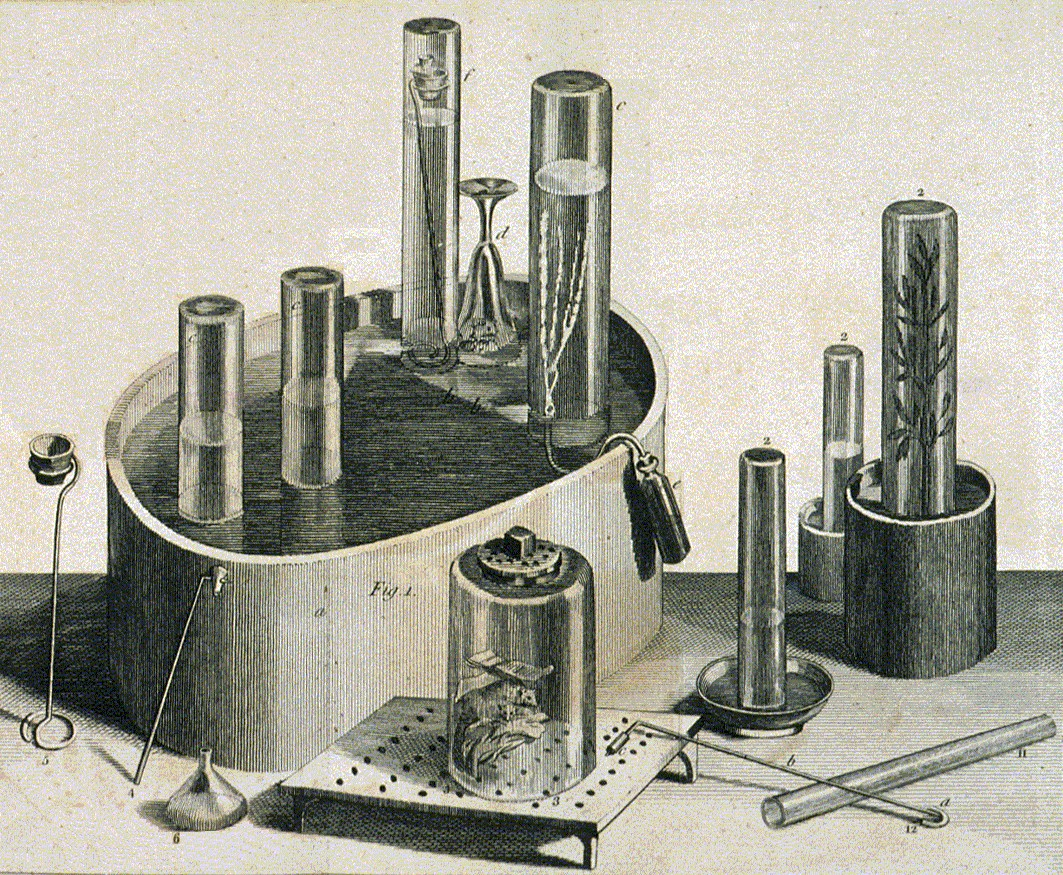
Приборы Дж. Пристли для исследования газов

Важный шаг в начале XVIII век по преодолению экспериментальных затруднений был сделан английским химиком Стивеном Гейлсом, который изобрёл «пневматическую ванну» — прибор для улавливания газов, выделяющихся при разложении веществ, который представлял собой сосуд с водой, погруженный вверх дном в ванну с водой. Тем самым исследователи получили важнейший инструмент для выделения, идентификации и изучения различных летучих веществ.
Пневматическая ванна позже была усовершенствована Джозефом Пристли, обнаружившем способность некоторых газов хорошо растворяться в воде. Поэтому Пристли предложил заменить воду ртутью. Так он сумел собрать и изучить «веселящий газ», аммиак, хлороводород, диоксид серы. В 1774 году Пристли сделал самое важное своё открытие — кислород. В настоящее время ртуть не используется в пневматических ваннах ввиду опасности испарения.

## Устройство

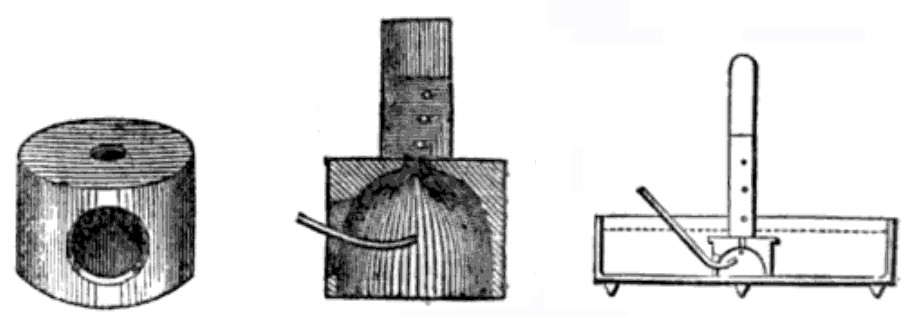
Пневматическая ванна с подставкой (1877)

Пневматическая ванна включает в себя три основных компонента:
- большая стеклянная чаша;
- сосуд для сбора газа, размещенный на подставке или подвешенный на держателе;
- трубка для подвода газа от источника.

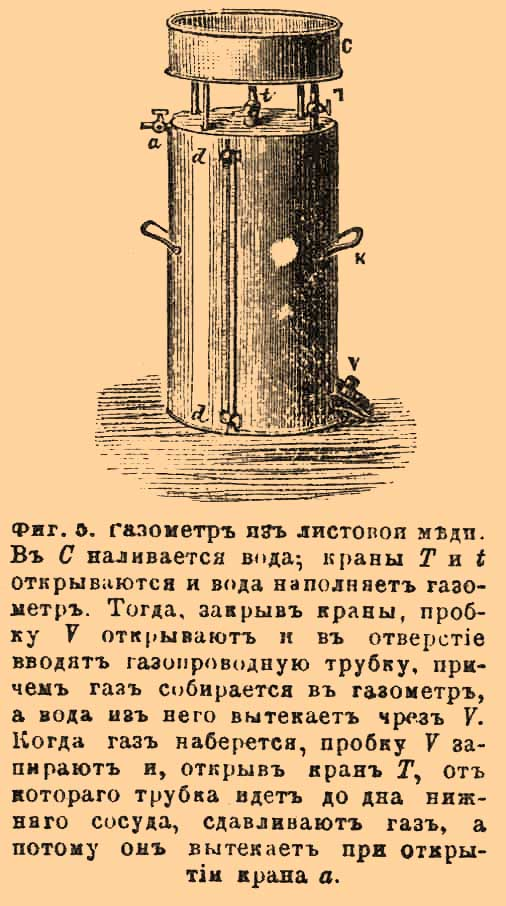
Металлический газометр (кон. XIX в.

Сосуд для сбора заполняется водой, переворачивается и помещается в чашу с уже налитой водой. Газотводная труба вставляется в горло сосуда так, что выделяющиеся пузырьки газа проходят сквозь толщу воды, вытесняя её в чашу.
Дальнейшим развитием пневматической ванны является газометр — лабораторный прибор для собирания, хранения и измерения объёма различных газов.